# Droga wojewódzka nr 556
Droga wojewódzka nr 556 (DW556) – droga wojewódzka  o długości 12 km łącząca DW534 w m. Ostrowite, z DW554 w m. Zbójno.

## Miejscowości leżące przy trasie DW556
- Ostrowite DW534
- Brzuze
- Ugoszcz
- Zbójno DW554